# Вольная борьба на летних Олимпийских играх 1948 — до 87 кг
Соревнования по вольной борьбе в рамках Олимпийских игр 1948 года в полутяжёлом весе (до 87 килограммов) прошли в Лондоне с 29 по 31 июля 1948 года в «Empress Hall».
Турнир проводился по системе с начислением штрафных баллов. За чистую победу штрафные баллы не начислялись, за победу по очкам борец получал один штрафной балл, за поражение по очкам со счётом 2-1 два штрафных балла, за поражение со счётом 3-0 или чистое поражение — три штрафных балла. Борец, набравший пять штрафных баллов, из турнира выбывал. Борцы, вышедшие в финал, проводили встречи между собой. В случае, если они уже встречались в предварительных встречах, такие результаты зачитывались. Схватка по регламенту турнира продолжалась 15 минут. Если в течение первых шести минут не было зафиксировано туше, то судьи могли определить борца, имеющего преимущество. Если преимущество никому не отдавалось, то назначалось шесть минут борьбы в партере, при этом каждый из борцов находился внизу по три минуты (очередность определялась жребием). Если кому-то из борцов было отдано преимущество, то он имел право выбора следующих шести минут борьбы: либо в партере сверху, либо в стойке. Если по истечении шести минут не фиксировалась чистая победа, то оставшиеся три минуты борцы боролись в стойке.
В полутяжёлом весе боролись 15 участников. Фаворитами считались чемпион Европы 1946 года Бенгт Фальквист и вице-чемпион того же турнира Фриц Штёкли. Они же и американец Генри Виттенберг вышли в финальную часть приблизительно с одинаковыми результатами, и при этом не встречаясь друг с другом в ходе турнира, таким образом в финальной части был проведён полноценный круговой турнир между тремя борцами. Все три встречи проходили очень напряжённо, во всех трёх мнения судей относительно победы разделились. Фальквист проиграл обе встречи и занял третье место, Штёкли победил Фальквиста, но проиграл Виттенбергу, и остался вторым, а Виттенберг, победив в двух встречах, стал чемпионом Олимпийских игр. 

## Призовые места
- Генри Виттенберг (USA)
- Фриц Штёкли (SUI)
- Бенгт Фальквист (SWE)

## Первый круг
| Штрафных баллов | Участник 1              | Результат   | Участник 2                   | Штрафных баллов |
| --------------- | ----------------------- | ----------- | ---------------------------- | --------------- |
| 0               | Фернанд Пайет (CAN)     | Туше (8:40) | Р. Ландесманн (FRA)          | 3               |
| 0               | Спирос Дефтераиос (GRE) | Туше (6:04) | Мохамед Рахаб Эль-Заим (EGY) | 3               |
| 1               | Бенгт Фальквист (SWE)   | 3-0         | Оскар Верона (ITA)           | 3               |
| 1               | Пэт Мортон (RSA)        | 3-0         | Мансур Мир Хавани (IRI)      | 3               |
| 1               | Мухаррем Джандаш (TUR)  | Туше (1:53) | Карел Истаз (BEL)            | 3               |
| 1               | Джонни Салливан (GBR)   | 3-0         | Йожеф Тараньи (HUN)          | 3               |
| 1               | Генри Виттенберг (USA)  | 3-0         | Пекка Меллавуо (FIN)         | 3               |
| 0               | Фриц Штёкли (SUI)       | Пропускал   |                              |                 |

## Второй круг
| Штрафных баллов | Участник 1             | Результат    | Участник 2                   | Штрафных баллов |
| --------------- | ---------------------- | ------------ | ---------------------------- | --------------- |
| 0               | Фриц Штёкли (SUI)      | Туше (11:06) | Р. Ландесманн (FRA)          | 6               |
| 0               | Фернанд Пайет (CAN)    | Туше (2:07)  | Спирос Дефтераиос (GRE)      | 3               |
| 3               | Оскар Верона (ITA)     | Туше (8:51)  | Мохамед Рахаб Эль-Заим (EGY) | 6               |
| 2               | Бенгт Фальквист (SWE)  | 3-0          | Пэт Мортон (RSA)             | 4               |
| 4               | Йожеф Тараньи (HUN)    | 3-0          | Мансур Мир Хавани (IRI)      | 6               |
| 1               | Генри Виттенберг (USA) | Туше (0:47)  | Джонни Салливан (GBR)        | 4               |
| 2               | Мухаррем Джандаш (TUR) | 3-0          | Пекка Меллавуо (FIN)         | 6               |
| 3               | Карел Истаз (BEL)      | Пропускал    |                              |                 |

## Третий круг
| Штрафных баллов | Участник 1             | Результат   | Участник 2              | Штрафных баллов |
| --------------- | ---------------------- | ----------- | ----------------------- | --------------- |
| 0               | Фриц Штёкли (SUI)      | Туше (1:20) | Карел Истаз (BEL)       | 6               |
| 1               | Фернанд Пайет (CAN)    | 3-0         | Оскар Верона (ITA)      | 6               |
| 2               | Бенгт Фальквист (SWE)  | Туше (0:38) | Спирос Дефтераиос (GRE) | 6               |
| 5               | Пэт Мортон (RSA)       | 2-1         | Джонни Салливан (GBR)   | 6               |
| 1               | Генри Виттенберг (USA) | Туше (2:20) | Йожеф Тараньи (HUN)     | 7               |
| 2               | Мухаррем Джандаш (TUR) | Пропускал   |                         |                 |

## Четвёртый круг
| Штрафных баллов | Участник 1             | Результат   | Участник 2             | Штрафных баллов |
| --------------- | ---------------------- | ----------- | ---------------------- | --------------- |
| 1               | Фриц Штёкли (SUI)      | 2-1         | Мухаррем Джандаш (TUR) | 4               |
| 2               | Бенгт Фальквист (SWE)  | Туше (7:21) | Фернанд Пайет (CAN)    | 4               |
| 1               | Генри Виттенберг (USA) | Пропускал   |                        |                 |

## Пятый круг
| Штрафных баллов | Участник 1             | Результат   | Участник 2             | Штрафных баллов |
| --------------- | ---------------------- | ----------- | ---------------------- | --------------- |
| 1               | Генри Виттенберг (USA) | Туше (7:38) | Мухаррем Джандаш (TUR) | 7               |
| 1               | Фриц Штёкли (SUI)      | Туше (2:26) | Фернанд Пайет (CAN)    | 7               |
| 2               | Бенгт Фальквист (SWE)  | Пропускал   |                        |                 |

## Шестой круг
| Штрафных баллов | Участник 1             | Результат | Участник 2            | Штрафных баллов |
| --------------- | ---------------------- | --------- | --------------------- | --------------- |
| 2               | Генри Виттенберг (USA) | 2-1       | Бенгт Фальквист (SWE) | 4               |
| 1               | Фриц Штёкли (SUI)      | Пропускал |                       |                 |

## Седьмой круг
| Штрафных баллов | Участник 1             | Результат | Участник 2            | Штрафных баллов |
| --------------- | ---------------------- | --------- | --------------------- | --------------- |
| 2               | Фриц Штёкли (SUI)      | 2-1       | Бенгт Фальквист (SWE) | 6               |
| 2               | Генри Виттенберг (USA) | Пропускал |                       |                 |

## Финал
| Штрафных баллов | Участник 1             | Результат | Участник 2        | Штрафных баллов |
| --------------- | ---------------------- | --------- | ----------------- | --------------- |
|                 | Генри Виттенберг (USA) | 2-1       | Фриц Штёкли (SUI) |                 |
| 4               |                        |           |                   |                 |